# Charles Floyd

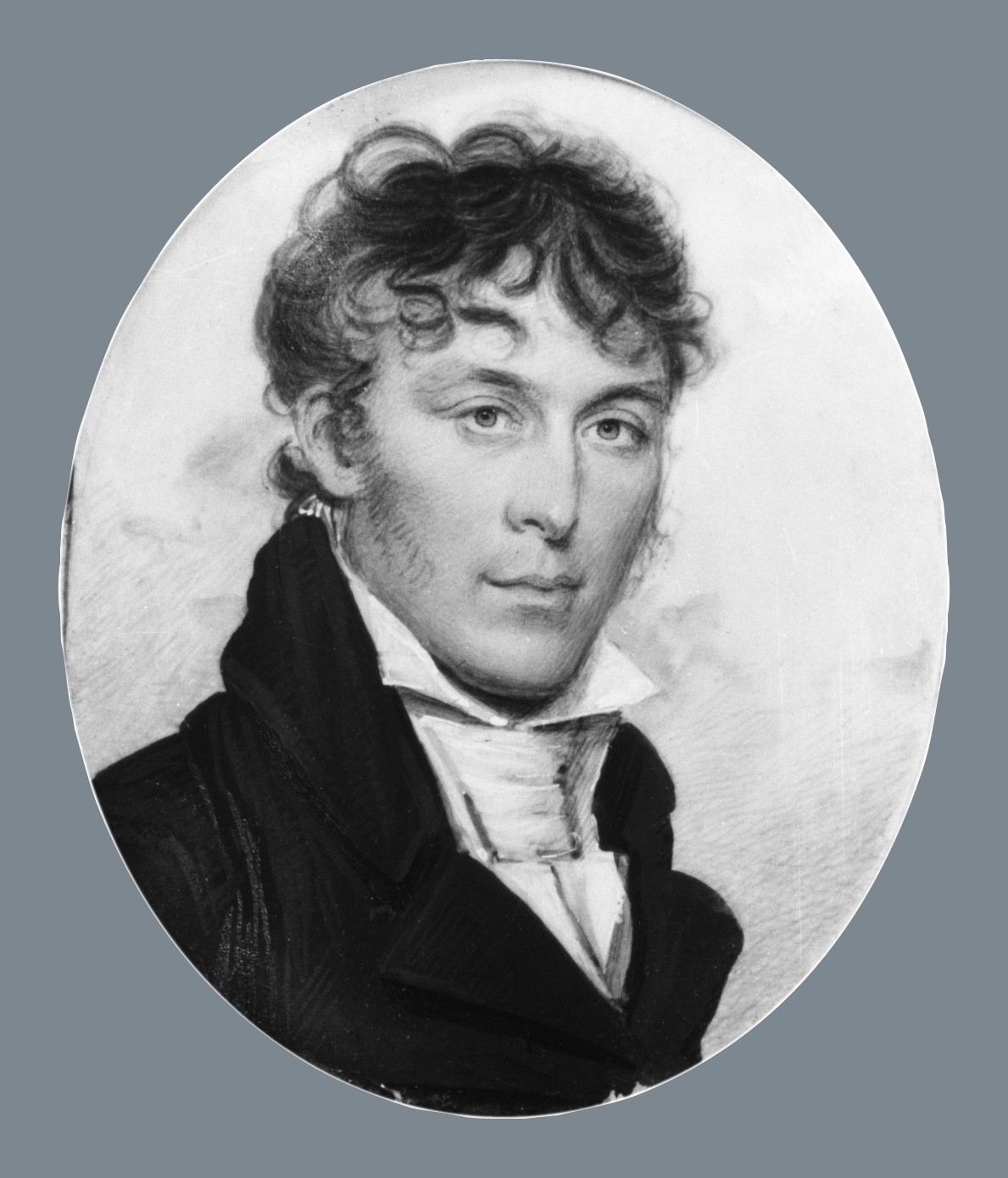
Porträt Floyds aus dem Jahr 1804 von Benjamin Trott

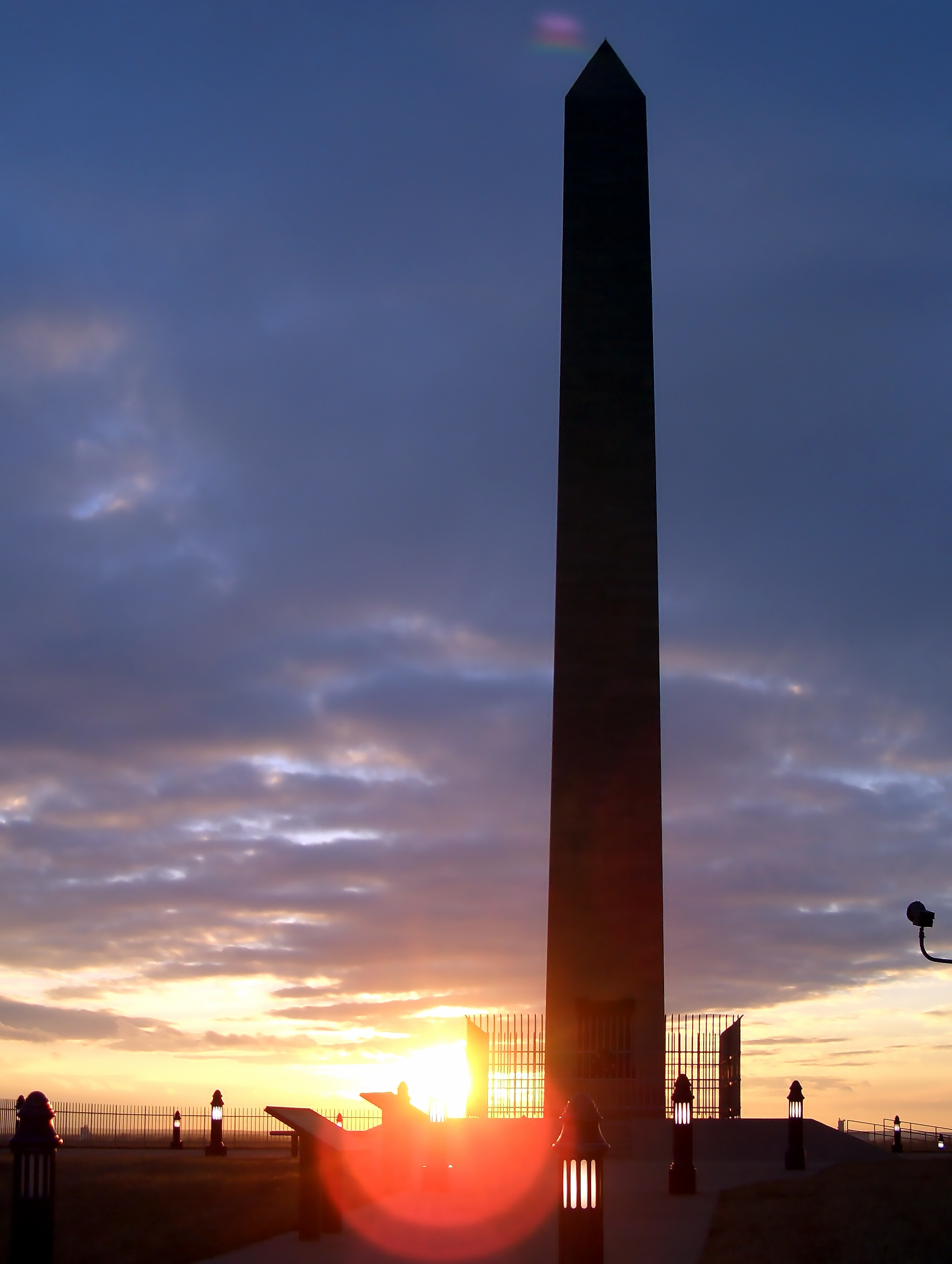
Sergeant Floyd Monument in Sioux City, Iowa

Charles Floyd (* 1782 in Kentucky; † 20. August 1804 am Missouri River) war Sergeant und Quartiermeister während der Lewis-und-Clark-Expedition.
Sein Vater, Captain Charles Floyd, hatte mit William Clarks Bruder, General George Rogers Clark, in der United States Army gedient. Nathaniel Hale Pryor, Sergeant der Lewis-und-Clark-Expedition, war sein Vetter.
Im Sommer 1803 kam Charles Floyd nach Clarksville im Indiana-Territorium am Ohio River, gegenüber von Louisville, als einer der ersten Freiwilligen zur Expedition von Lewis und Clark.
Er starb am 20. August 1804 nach kurzer Krankheit am Missouri River und wurde in der Nähe der heutigen Stadt Sioux City auf einem Hügel begraben. Lewis und Clark diagnostizierten eine Gallenkolik als Todesursache, Historiker halten eine Blinddarmentzündung für wahrscheinlicher.
Durch Erosion wurde seine Grabstätte 1857 in den Fluss gewaschen. Seine Überreste wurden in der Nähe erneut beerdigt. Im Jahr 1901 wurde zu Ehren von Charles Floyd südlich von Sioux City, am heutigen Highway 75, ein Obelisk aufgestellt, an dem er seine letzte Ruhestätte gefunden hat. Das etwa 30 Meter hohe Denkmal ist aus Sandstein gefertigt.
Die Berichte, die Charles Floyd während der Expedition verfasste, wurden 1894 gemeinsam mit den Tagebüchern von Sergeant John Ordway veröffentlicht.
Nach ihm ist Floyd County in Iowa benannt.